# Larry Mizell
Larry Mizell (eigentlich Laurence C. Mizell) (* 17. Februar 1944 in Englewood (New Jersey)) ist ein US-amerikanischer Musiker, Komponist, Arrangeur und Produzent, der zusammen mit seinem Bruder Fonce Mizell in den 1970er Jahren eine Reihe erfolgreicher Fusion-, Funk- und Rhythm-and-Blues-Alben produzierte.

## Leben
Larry Mizell studierte Elektrotechnik zunächst an der Howard University und später an der New York University, wo er sein Studium mit dem akademischen Grad Master abschloss. Seine zwischenzeitlich angenommene Stelle bei der Grumman Aerospace Corporation gab er nach dem Abschluss des Studiums auf, um in Kalifornien mit seinem Bruder eine Produktionsgesellschaft, die Sky High Productions, zu gründen.
Das Label produzierte Fusion- und Jazzfunkalben, unter anderem für Blue Note Records. Dabei wurde das erste produzierte Album für Donald Byrd, Black Byrd, das meistverkaufte Blue Notes Records Album aller Zeiten. Es folgten weitere Aufnahmen mit Byrd, etwa das Konzeptalbum Street Lady, Stepping into Tomorrow und Places and Spaces. Larry Mizell komponierte viele Stücke selbst, sang im Hintergrund und spielte Klavier und Synthesizer auf Sky High Produktionen.